# Sopor
Als Sopor (lateinisch sopor ‚tiefer Schlaf‘) oder Torpor (lateinisch torpor ‚Erstarrung‘, ‚Betäubung‘) bezeichnet man eine Form der quantitativen Bewusstseinsstörung, bei der der Patient sich in einem schlafähnlichen Zustand befindet, in dem nur durch starke Stimuli (z. B. Schmerzreize) Reaktionen (z. B. Abwehrbewegungen) ausgelöst werden können. Ein volles Erwecken des Patienten ist dabei meist nicht mehr möglich. Die Reflexe sind erhalten, der Muskeltonus ist herabgesetzt.
Diese quantitative Bewusstseinsveränderung wird in ihrem Ausmaß nur noch vom Koma übertroffen, weshalb sie auch als Präkoma bezeichnet wird. Die Vorstufe des Sopor hingegen heißt Somnolenz.